# シーアンドエス
株式会社シーアンドエスは、K-POPを中心に扱った月刊音楽情報誌の『月刊グルトギ』を刊行している会社。

## 沿革
- 1993年7月 - 『月刊グルトギ』創刊
- 1994年6月 - 有限会社シーアンドエス設立
- 1995年7月 - 『月刊グルトギ』2周年記念懇談会開催－韓国文化院
- 1997年9月 - 株式会社シーアンドエス設立
- 2011年7月 - 『月刊クルトギ』19周年記念号発行